# کریم‌آباد ایاغچی
کریم‌آباد ایاغچی(به کردی: کەریماوای ئایخچی، Kerîmaway ayixçî) روستایی از توابع بخش زیویه در شهرستان سقز است که در استان کردستان ایران قرار دارد.

## جمعیت
این روستا در دهستان گل‌تپه واقع شده و براساس سرشماری سال ۱۳۸۵، جمعیت آن ۱۱۸ نفر (۳۰ خانوار) بوده‌است.